# کلیسای آخته - خانه
کلیسای آخته - خانه مربوط به ۱۸۹۰م است و در شهرستان سلماس، روستای آخته خانه واقع شده و این اثر در تاریخ ۷ مهر ۱۳۸۱ با شمارهٔ ثبت ۶۱۵۹ به‌عنوان یکی از آثار ملی ایران به ثبت رسیده است.